# Église Saint-Pierre-ès-Liens de Châtelus-Malvaleix
Pour les articles homonymes, voir Église Saint-Pierre-ès-Liens.
L'église Saint-Pierre-ès-Liens est une église située à Châtelus-Malvaleix, dans le département français de la Creuse en France. Construite au XIIIe siècle, elle est inscrite au titre des monuments historiques en 1969.

## Localisation
L'église est située sur la commune de Châtelus-Malvaleix dans le département français de la Creuse en région Nouvelle-Aquitaine.

## Historique
L'église a été construite au XIIIe siècle.
L'édifice est inscrit au titre des monuments historiques en 1969.

## Description

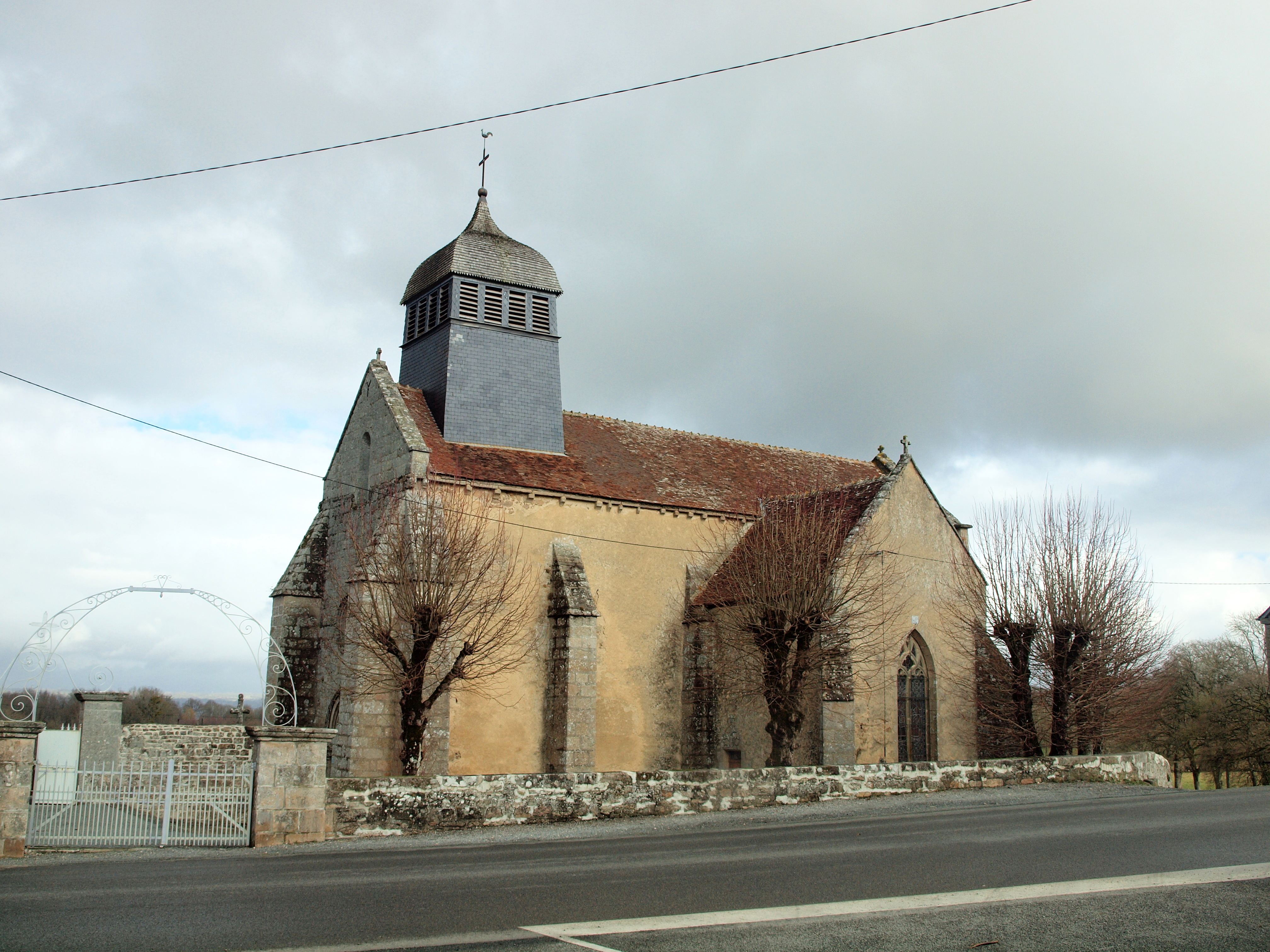
L'église en 2017.